# Бјерн Борг
Бјерн Борг (швед. Björn Borg; Седертеље, 6. јун 1956) је некадашњи шведски тенисер. Између 1974. и 1981. постао је први човек у Отвореној ери који је освојио 11 Гренд слем титула у појединачној конкуренцији, са шест на Отвореном првенству Француске и пет узастопно на Вимблдону.
Борг је освојио четири узастопне титуле на Отвореном првенству Француске (1978–81) и има 6–0 у финалу Отвореног првенства Француске. Он је био прва осоаба од 1886. која је учествовала у шест узастопних финала Вимблдона, што је рекорд надмашен у седам узастопних финала Роџера Федерера (2003–09). Он је једини човек који је три пута освојио Каналски слем. Борг је три пута учествовао у финалима Отвореног првенства Француске, Вимблдона и УС Опена (1978, 1980–81). Освојио је три велике титуле без испуштања сета на тим турнирима. Међутим, никада није освојио УС Опен упркос четири вицешампионска резултата.
Борг је такође освојио три шампионата на крају године и 16 титула Гранд Прикс Супер серије. Све у свему, поставио је бројне рекорде који и даље стоје. Он је био АТП играч године од 1976. до 1980, и био је на крају године број 1 света на АТП ранг листи 1979. и 1980. и ITF светски шампион од 1978. до 1980. Борг је једини Швеђанин, мушка или женска конкуренција, који је освојио преко 10 Гренд слемова. Борг се неочекивано повукао из тениса 1981. са 25 година. Накратко и неуспешно се вратио 1991. године.
Борг се широко сматра једним од великана спорта свих времена. Магазин Тенис га је рангирао као шестог по величини мушког играча Отворене ере. Његово ривалство са Џоном Макенроом сматра се једним од најбољих у историји спорта, а њихов сусрет у финалу Вимблдона 1980. сматра се једним од највећих мечева икада одиграних. Тинејџерска сензација на почетку своје каријере, Борг је доживео невиђену славу и константан успех који је помогао да се повећа популарност тениса током 1970-их. Као резултат тога, професионална турнеја је постала уноснија, а 1979. Борг је постао први играч који је зарадио више од милион америчких долара наградног фонда у једној сезони.

## Каријера
Током релативно кратке каријере освојио је 63 турнира, укључујући 11 гренд слем титула. Од 1976. до 1980. пет пута узастопно је побеђивао на Тениском турниру у Вимблдону, има шест победа на Отвореном првенству Француске а 1975. је са репрезентацијом Шведске освојио Дејвис куп. Два пута је освајао Мастерс турнир у тенису.
Био је први на ранг листи тенисера 1979. и 1980.
Прву велику сензацију направио је победом у финалу Вимблдона 1976. против фаворизованог Илије Настасеа. Титулу је одбранио 1977. у мечу у пет сетова против Џимија Конорса.
Године 1980. Борг је освојио Вимблдон и Ролан Гарос по трећи пут узастопно, што до данас није успело ниједном другом тенисеру.
Септембра 1981. Борг је у Женеви освојио последњи турнир у каријери. Из тениса се повукао са 26 година. Касније је у неколико наврата заиграо на турнирима (последњи пут 1993), али без већег успеха.
Уз Ингемара Стенмарка, Бјерн Борг је једини спортиста којег је шведски дневник Свенска дагбладет двапут одликовао златном медаљом за спортске успехе (1974, 1978).

## Статистике каријере

### Хронологија појединачних наступа
| P | F | PF | ČF | #K | GF | KV | N | NO |

| Турнир                        | 1972 | 1973 | 1974 | 1975 | 1976 | 1977 | 1977 | 1978 | 1979 | 1980 | 1981 | SR         | W–L        | Win%       |
| ----------------------------- | ---- | ---- | ---- | ---- | ---- | ---- | ---- | ---- | ---- | ---- | ---- | ---------- | ---------- | ---------- |
| Гранд Слам турнири            |      |      |      |      |      |      |      |      |      |      |      |            |            |            |
| Отворено првенство Аустралије | A    | A    | 3R   | A    | A    | A    | A    | A    | A    | A    | A    | 0 / 1      | 1–1        | 50.00      |
| Ролан Гарос                   | A    | 4R   | W    | W    | QF   | A    | A    | W    | W    | W    | W    | 6 / 8      | 49–2       | 96.08      |
| Вимблдонски турнир            | A    | QF   | 3R   | QF   | W    | W    | W    | W    | W    | W    | F    | 5 / 9      | 51–4       | 92.73      |
| Отворено првенство САД        | PR*  | 4R   | 2R   | SF   | F    | 4R   | 4R   | F    | QF   | F    | F    | 0 / 10     | 40–10      | 80.00      |
| Победе–порази                 | 0–1  | 10–3 | 11–3 | 16–2 | 17–2 | 10–1 | 10–1 | 20–1 | 18–1 | 20–1 | 19–2 | 11 / 28    | 141–17     | 89.24      |
| Првенство на крају године     |      |      |      |      |      |      |      |      |      |      |      |            |            |            |
| Тенис мастерс куп             | A    | A    | RR   | F    | A    | F    | F    | A    | W    | W    | A    | 2 / 5      | 16–6       | 72.72      |
| WCT финале                    | A    | A    | F    | F    | W    | A    | A    | SF   | F    | A    | A    | 1 / 5      | 10–3       | 76.92      |
|                               |      |      |      |      |      |      |      |      |      |      |      |            |            |            |
| Рангирање на крају године     |      | 18   | 3    | 3    | 2    | 3    | 3    | 2    | 1    | 1    | 4    | $3,655,751 | $3,655,751 | $3,655,751 |

- Отворено првенство Аустралије одржано је два пута 1977. године, у јануару и децембру. Борг није играо на њима.
- Отворено првенство САД 1972. имало је посебно прелиминарно коло пре почетка главног жребања 128 играча.

### Биланс на гренд слем турнирима (1974—1981)
- Отворено првенство Аустралије: 1974 (3. коло)
- Отворено првенство Француске: победник 1974, 1975, 1978, 1979, 1980, 1981.
- Вимблдон: победник 1976, 1977, 1978, 1979, 1980, (1981. финале)
- Отворено првенство САД: (1976, 1978, 1980 и 1981. финале)
- Мастерс турнир: победник 1979, 1980, 1975. (финале) и 1977.

### Појединачно 16 (11—5)
| Исход  | Година | Турнир                 | Противник        | Резултат                          |
| ------ | ------ | ---------------------- | ---------------- | --------------------------------- |
| Победа | 1974   | Ролан Гарос            | Мануел Орантес   | 2–6, 6–7(1–7), 6–0, 6–1, 6–1      |
| Победа | 1975   | Ролан Гарос (2)        | Гиљермо Вилас    | 6–2, 6–3, 6–4                     |
| Победа | 1976   | Вимблдон               | Илије Настасе    | 6–4, 6–2, 9–7                     |
| Пораз  | 1976   | Отворено првенство САД | Џими Конорс      | 4–6, 6–3, 6–7(9–11), 4–6          |
| Победа | 1977   | Вимблдон (2)           | Џими Конорс      | 3–6, 6–2, 6–1, 5–7, 6–4           |
| Победа | 1978   | Ролан Гарос (3)        | Гиљермо Вилас    | 6–1, 6–1, 6–3                     |
| Победа | 1978   | Вимблдон (3)           | Џими Конорс      | 6–2, 6–2, 6–3                     |
| Пораз  | 1978   | Отворено првенство САД | Џими Конорс      | 4–6, 2–6, 2–6                     |
| Победа | 1979   | Ролан Гарос (4)        | Виктор Пеци      | 6–3, 6–1, 6–7(6–8), 6–4           |
| Победа | 1979   | Вимблдон (4)           | Роско Танер      | 6–7(4–7), 6–1, 3–6, 6–3, 6–4      |
| Победа | 1980   | Ролан Гарос (5)        | Витас Герулајтис | 6–4, 6–1, 6–2                     |
| Победа | 1980   | Вимблдон (5)           | Џон Макенро      | 1–6, 7–5, 6–3, 6–7(16–18), 8–6    |
| Пораз  | 1980   | Отворено првенство САД | Џон Макенро      | 6–7(4–7), 1–6, 7–6(7–5), 7–5, 4–6 |
| Победа | 1981   | Ролан Гарос (6)        | Иван Лендл       | 6–1, 4–6, 6–2, 3–6, 6–1           |
| Пораз  | 1981   | Вимблдон               | Џон Макенро      | 6–4, 6–7(1–7), 6–7(4–7), 4–6      |
| Пораз  | 1981   | Отворено првенство САД | Џон Макенро      | 6–4, 2–6, 4–6, 3–6                |

## Видео
- The Wimbledon Collection – Legends of Wimbledon – Bjorn Borg Standing Room Only, DVD Release Date: 21 September 2004, Run Time: 52 minutes, The Wimbledon Collection - Legends of Wimbledon - Bjorn Borg. 21. 9. 2004. ASIN B0002HODA4..
- The Wimbledon Collection – The Classic Match – Borg vs. McEnroe 1981 Final Standing Room Only, DVD Release Date: 21 September 2004, Run Time: 210 minutes, The Wimbledon Collection - the Classic Match - Borg vs. McEnroe 1981 Final. 21. 9. 2004. ASIN B0002HODAE..
- The Wimbledon Collection – The Classic Match – Borg vs. McEnroe 1980 Final Standing Room Only, DVD Release Date: 21 September 2004, Run Time: 240 minutes; The Wimbledon Collection - the Classic Match - Borg vs. McEnroe 1980 Final. 21. 9. 2004. ASIN B0002HOEK8..
- Wimbledon Classic Match: Gerulaitis vs Borg Standing Room Only, DVD Release Date: 31 October 2006, Run Time: 180 minutes, Wimbledon Classic Match: Borg vs. Gerulaitis 1977. 31. 10. 2006. ASIN B000ICLR8O..